# ATP-toernooi van Montpellier
Het ATP-toernooi van Montpellier, ofwel de Open Sud de France is een jaarlijks terugkerend tennistoernooi voor mannen dat wordt georganiseerd in het Franse Montpellier.
Het toernooi wordt georganiseerd door de ATP en valt in de categorie ATP World Tour 250. Er wordt gespeeld op hardcourtbanen. Dit toernooi werd voor het eerst gespeeld in 1987, tot 2009 werd het toernooi gespeeld in Lyon. Er wordt zowel in het enkel- als het dubbelspel gespeeld. 

## Finales

### Enkelspel
| Jaar                                | Ondergrond                          | Winnaar                             | Finalist                            | Uitslag                             |                                     |
| Lyon - Palais des Sports de Gerland | Lyon - Palais des Sports de Gerland | Lyon - Palais des Sports de Gerland | Lyon - Palais des Sports de Gerland | Lyon - Palais des Sports de Gerland | Lyon - Palais des Sports de Gerland |
| ----------------------------------- | ----------------------------------- | ----------------------------------- | ----------------------------------- | ----------------------------------- | ----------------------------------- |
| 1987                                | Tapijt, indoor                      | Yannick Noah                        | Joakim Nyström                      | 6-4, 7-5                            | Details                             |
| 1988                                | Tapijt, indoor                      | Yahiya Doumbia                      | Todd Nelson                         | 6-4, 3-6, 6-3                       | Details                             |
| 1989                                | Tapijt, indoor                      | John McEnroe                        | Jakob Hlasek                        | 6-3, 7-6                            | Details                             |
| 1990                                | Tapijt, indoor                      | Marc Rosset (1)                     | Mats Wilander                       | 6-3, 6-2                            | Details                             |
| 1991                                | Tapijt, indoor                      | Pete Sampras (1)                    | Olivier Delaître                    | 6-1, 6-1                            | Details                             |
| 1992                                | Tapijt, indoor                      | Pete Sampras (2)                    | Cédric Pioline                      | 6-4, 6-2                            | Details                             |
| 1993                                | Tapijt, indoor                      | Pete Sampras (3)                    | Cédric Pioline                      | 7-6(5), 1-6, 7-5                    | Details                             |
| 1994                                | Tapijt, indoor                      | Marc Rosset (2)                     | Jim Courier                         | 6-4, 7-6(2)                         | Details                             |
| 1995                                | Tapijt, indoor                      | Wayne Ferreira                      | Pete Sampras                        | 7-6(2), 5-7, 6-3                    | Details                             |
| 1996                                | Tapijt, indoor                      | Jevgeni Kafelnikov                  | Arnaud Boetsch                      | 7-5, 6-3                            | Details                             |
| 1997                                | Tapijt, indoor                      | Fabrice Santoro                     | Tommy Haas                          | 6-4, 6-4                            | Details                             |
| 1998                                | Tapijt, indoor                      | Àlex Corretja                       | Tommy Haas                          | 2-6, 7-6(6), 6-1                    | Details                             |
| 1999                                | Tapijt, indoor                      | Nicolás Lapentti                    | Lleyton Hewitt                      | 6-3, 6-2                            | Details                             |
| 2000                                | Tapijt, indoor                      | Arnaud Clément                      | Patrick Rafter                      | 7-6(2), 7-6(5)                      | Details                             |
| 2001                                | Tapijt, indoor                      | Ivan Ljubičić (1)                   | Younes El Aynaoui                   | 6-3, 6-2                            | Details                             |
| 2002                                | Tapijt, indoor                      | Paul-Henri Mathieu                  | Gustavo Kuerten                     | 4-6, 6-3, 6-1                       | Details                             |
| 2003                                | Tapijt, indoor                      | Rainer Schüttler                    | Arnaud Clément                      | 7-5, 6-3                            | Details                             |
| 2004                                | Tapijt, indoor                      | Robin Söderling (1)                 | Xavier Malisse                      | 6-2, 3-6, 6-4                       | Details                             |
| 2005                                | Tapijt, indoor                      | Andy Roddick                        | Gaël Monfils                        | 6-3, 6-2                            | Details                             |
| 2006                                | Tapijt, indoor                      | Richard Gasquet (1)                 | Marc Gicquel                        | 6-3, 6-1                            | Details                             |
| 2007                                | Hardcourt, indoor                   | Sébastien Grosjean                  | Marc Gicquel                        | 7-6(5), 6-4                         | Details                             |
| 2008                                | Hardcourt, indoor                   | Robin Söderling (2)                 | Julien Benneteau                    | 6-3, 6-7(5), 6-1                    | Details                             |
| 2009                                | Hardcourt, indoor                   | Ivan Ljubičić (2)                   | Michaël Llodra                      | 7-5, 6-3                            | Details                             |
| Montpellier - Park&Suites Arena     |                                     |                                     |                                     |                                     |                                     |
| 2010                                | Hardcourt, indoor                   | Gaël Monfils (1)                    | Ivan Ljubičić                       | 6-2, 5-7, 6-1                       | Details                             |
| 2011                                | Geen toernooi                       | Geen toernooi                       | Geen toernooi                       | Geen toernooi                       | Geen toernooi                       |
| 2012                                | Hardcourt, indoor                   | Tomáš Berdych                       | Gaël Monfils                        | 6-2, 4-6, 6-3                       | Details                             |
| 2013                                | Hardcourt, indoor                   | Richard Gasquet (2)                 | Benoît Paire                        | 6-2, 6-3                            | Details                             |
| 2014                                | Hardcourt, indoor                   | Gaël Monfils (2)                    | Richard Gasquet                     | 6-4, 6-4                            | Details                             |
| 2015                                | Hardcourt, indoor                   | Richard Gasquet (3)                 | Jerzy Janowicz                      | 3-0, opgave                         | Details                             |
| 2016                                | Hardcourt, indoor                   | Richard Gasquet (4)                 | Paul-Henri Mathieu                  | 7-5, 6-4                            | Details                             |
| 2017                                | Hardcourt, indoor                   | Alexander Zverev                    | Richard Gasquet                     | 7-6(4), 6-3                         | Details                             |
| 2018                                | Hardcourt, indoor                   | Lucas Pouille                       | Richard Gasquet                     | 7-6(2), 6-4                         | Details                             |
| 2019                                | Hardcourt, indoor                   | Jo-Wilfried Tsonga                  | Pierre-Hugues Herbert               | 6-4, 6-2                            | Details                             |
| 2020                                | Hardcourt, indoor                   | Gaël Monfils (3)                    | Vasek Pospisil                      | 7-5, 6-3                            | Details                             |
| 2021                                | Hardcourt, indoor                   | David Goffin                        | Roberto Bautista Agut               | 5-7, 6-4, 6-2                       | Details                             |
| 2022                                | Hardcourt, indoor                   | Aleksandr Boeblik (1)               | Alexander Zverev                    | 6-4, 6-3                            | Details                             |
| 2023                                | Hardcourt, indoor                   | Jannik Sinner                       | Maxime Cressy                       | 7–6(3), 6–3                         | Details                             |
| 2024                                | Hardcourt, indoor                   | Aleksandr Boeblik (2)               | Borna Ćorić                         | 5-7, 6-2, 6-3                       | Details                             |
| 2025                                | Hardcourt, indoor                   | Félix Auger-Aliassime               | Aleksandar Kovacevic                | 6-4, 6-3                            | Details                             |

### Dubbelspel
| Jaar                                | Ondergrond                          | Winnaars                                     | Finalisten                           | Uitslag                             |                                     |
| Lyon - Palais des Sports de Gerland | Lyon - Palais des Sports de Gerland | Lyon - Palais des Sports de Gerland          | Lyon - Palais des Sports de Gerland  | Lyon - Palais des Sports de Gerland | Lyon - Palais des Sports de Gerland |
| ----------------------------------- | ----------------------------------- | -------------------------------------------- | ------------------------------------ | ----------------------------------- | ----------------------------------- |
| 1987                                | Tapijt, indoor                      | Guy Forget Yannick Noah                      | Kelly Jones David Pate               | 4-6, 6-3, 6-4                       | Details                             |
| 1988                                | Tapijt, indoor                      | Brad Drewett Broderick Dyke                  | Michael Mortensen Blaine Willenbourg | 3-6, 6-3, 6-4                       | Details                             |
| 1989                                | Tapijt, indoor                      | Eric Jelen Michael Mortensen                 | Jakob Hlasek John McEnroe            | 6-2, 3-6, 6-3                       | Details                             |
| 1990                                | Tapijt, indoor                      | Patrick Galbraith (1) Kelly Jones            | Jim Grabb David Pate                 | 7-6, 6-4                            | Details                             |
| 1991                                | Tapijt, indoor                      | Tom Nijssen Cyril Suk                        | Steve DeVries David Macpherson       | 7-6, 6-3                            | Details                             |
| 1992                                | Tapijt, indoor                      | Jakob Hlasek (1) Marc Rosset                 | Neil Broad Stefan Kruger             | 6-1, 6-3                            | Details                             |
| 1993                                | Tapijt, indoor                      | Gary Muller Danie Visser                     | John-Laffnie de Jager Stefan Kruger  | 6-3, 7-6                            | Details                             |
| 1994                                | Tapijt, indoor                      | Jakob Hlasek (2) Jevgeni Kafelnikov (1)      | Martin Damm Patrick Rafter           | 6-7, 7-6, 7-6                       | Details                             |
| 1995                                | Tapijt, indoor                      | Jakob Hlasek (3) Jevgeni Kafelnikov (2)      | John-Laffnie de Jager Wayne Ferreira | 6-3, 6-3                            | Details                             |
| 1996                                | Tapijt, indoor                      | Jim Grabb Patrick Galbraith (2)              | Neil Broad Piet Norval               | 6-2, 6-1                            | Details                             |
| 1997                                | Tapijt, indoor                      | Ellis Ferreira Patrick Galbraith (3)         | Olivier Delaître Fabrice Santoro     | 3-6, 6-2, 6-4                       | Details                             |
| 1998                                | Tapijt, indoor                      | Olivier Delaître Fabrice Santoro (1)         | Tomás Carbonell Francisco Roig       | 6-2, 6-2                            | Details                             |
| 1999                                | Tapijt, indoor                      | Piet Norval Kevin Ullyett (1)                | Wayne Ferreira Sandon Stolle         | 4-6, 7-6(5), 7-6(4)                 | Details                             |
| 2000                                | Tapijt, indoor                      | Paul Haarhuis Sandon Stolle                  | Ivan Ljubičić Jack Waite             | 6-1, 6-7(2), 7-6(7)                 | Details                             |
| 2001                                | Tapijt, indoor                      | Daniel Nestor Nenad Zimonjić                 | Arnaud Clément Sébastien Grosjean    | 6-1, 6-2                            | Details                             |
| 2002                                | Tapijt, indoor                      | Wayne Black Kevin Ullyett (2)                | Mark Knowles Daniel Nestor           | 6-4, 3-6, 7-6(3)                    | Details                             |
| 2003                                | Tapijt, indoor                      | Jonathan Erlich (1) Andy Ram (1)             | Julien Benneteau Nicolas Mahut       | 6-1, 6-3                            | Details                             |
| 2004                                | Tapijt, indoor                      | Jonathan Erlich (2) Andy Ram (2)             | Jonas Björkman Radek Štěpánek        | 7-6(2), 6-2                         | Details                             |
| 2005                                | Tapijt, indoor                      | Michaël Llodra (1) Fabrice Santoro (2)       | Jeff Coetzee Rogier Wassen           | 6-3, 6-1                            | Details                             |
| 2006                                | Tapijt, indoor                      | Julien Benneteau (1) Arnaud Clément          | František Čermák Jaroslav Levinský   | 6-2, 6-7(3), [10-7]                 | Details                             |
| 2007                                | Hardcourt, indoor                   | Sébastien Grosjean Jo-Wilfried Tsonga        | Łukasz Kubot Lovro Zovko             | 6-4, 6-3                            | Details                             |
| 2008                                | Hardcourt, indoor                   | Michaël Llodra (2) Andy Ram                  | Stephen Huss Ross Hutchins           | 6-3, 5-7, [10-8]                    | Details                             |
| 2009                                | Hardcourt, indoor                   | Julien Benneteau (2) Nicolas Mahut (1)       | Arnaud Clément Sébastien Grosjean    | 6-4, 7-6(6)                         | Details                             |
| Montpellier - Park&Suites Arena     |                                     |                                              |                                      |                                     |                                     |
| 2010                                | Hardcourt, indoor                   | Stephen Huss Ross Hutchins                   | Marc López Eduardo Schwank           | 6-2, 4-6, [10–7]                    | Details                             |
| 2011                                | Geen toernooi                       | Geen toernooi                                | Geen toernooi                        | Geen toernooi                       | Geen toernooi                       |
| 2012                                | Hardcourt, indoor                   | Nicolas Mahut (2) Édouard Roger-Vasselin (1) | Paul Hanley Jamie Murray             | 6-4, 7-6(4)                         | Details                             |
| 2013                                | Hardcourt, indoor                   | Marc Gicquel Michaël Llodra (3)              | Johan Brunström Raven Klaasen        | 6-3, 3-6, [11-9]                    | Details                             |
| 2014                                | Hardcourt, indoor                   | Nikolaj Davydenko Denis Istomin              | Marc Gicquel Nicolas Mahut           | 6-4, 1-6, [10-7]                    | Details                             |
| 2015                                | Hardcourt, indoor                   | Marcus Daniell Artem Sitak                   | Dominic Inglot Florin Mergea         | 3-6, 6-4, [16-14]                   | Details                             |
| 2016                                | Hardcourt, indoor                   | Mate Pavić (1) Michael Venus                 | Alexander Zverev Mischa Zverev       | 7-5, 7-6(4)                         | Details                             |
| 2017                                | Hardcourt, indoor                   | Alexander Zverev Mischa Zverev               | Fabrice Martin Daniel Nestor         | 6-4, 6-7(3), [10-7]                 | Details                             |
| 2018                                | Hardcourt, indoor                   | Ken Skupski Neal Skupski                     | Ben McLachlan Hugo Nys               | 7-6(2), 6-4                         | Details                             |
| 2019                                | Hardcourt, indoor                   | Ivan Dodig Édouard Roger-Vasselin (2)        | Benjamin Bonzi Antoine Hoang         | 6-4, 6-3                            | Details                             |
| 2020                                | Hardcourt, indoor                   | Nikola Čačić Mate Pavić (2)                  | Dominic Inglot Aisam-ul-Haq Qureshi  | 6-4, 6-7(4), [10-4]                 | Details                             |
| 2021                                | Hardcourt, indoor                   | Henri Kontinen Édouard Roger-Vasselin (3)    | Jonathan Erlich Andrei Vasilevski    | 6-2, 7-5                            | Details                             |
| 2022                                | Hardcourt, indoor                   | Pierre-Hugues Herbert Nicolas Mahut (3)      | Lloyd Glasspool Harri Heliövaara     | 4-6, 7-6(3), [12-10]                | Details                             |
| 2023                                | Hardcourt, indoor                   | Robin Haase (1) Matwé Middelkoop             | Maxime Cressy Albano Olivetti        | 7–6(4), 4–6, [10–6]                 | Details                             |
| 2024                                | Hardcourt, indoor                   | Sadio Doumbia Fabien Reboul                  | Albano Olivetti Sam Weissborn        | 6–7(5), 6–4, [10–6]                 | Details                             |
| 2025                                | Hardcourt, indoor                   | Robin Haase (2) Botic van de Zandschulp      | Tallon Griekspoor Bart Stevens       | 6–7(7), 6–3, [10–5]                 | Details                             |

## Statistieken

### Meeste enkelspeltitels
| Aantal titels | Speler            | Jaren                  |
| ------------- | ----------------- | ---------------------- |
| 3             | Richard Gasquet   | 2006, 2013, 2015, 2016 |
| 3             | Pete Sampras      | 1991, 1992, 1993       |
| 3             | Gaël Monfils      | 2010, 2014, 2020       |
| 2             | Marc Rosset       | 1990, 1994             |
| 2             | Robin Söderling   | 2004, 2008             |
| 2             | Ivan Ljubičić     | 2001, 2009             |
| 2             | Aleksandr Boeblik | 2022, 2024             |

(Bijgewerkt t/m 2025)

### Meeste enkelspeltitels per land
| Aantal titels | Land             |
| ------------- | ---------------- |
| 14            | Frankrijk        |
| 5             | Verenigde Staten |
| 2             | Duitsland        |
| 2             | Kazachstan       |
| 2             | Kroatië          |
| 2             | Zweden           |
| 2             | Zwitserland      |

(Bijgewerkt t/m 2025)

### Enkel- en dubbelspeltitel in hetzelfde jaar
| Tennisser          | Jaar |
| ------------------ | ---- |
| Yannick Noah       | 1987 |
| Sébastien Grosjean | 2007 |
| Alexander Zverev   | 2017 |

1987 · 1988 · 1989 · 1990 · 1991 · 1992 · 1993 · 1994 · 1995 · 1996 · 1997 · 1998 · 1999 · 2000 · 2001 · 2002 · 2003 · 2004 · 2005 · 2006 · 2007 · 2008 · 2009 · 2010 · 2011 · 2012 · 2013 · 2014 · 2015 · 2016 · 2017 · 2018 · 2019 · 2020 · 2021 · 2022 · 2023 · 2024 · 2025
ITF-toernooien (mannen en vrouwen)

ATP-toernooien (mannen) – ATP-seizoen 2025

WTA-toernooien (vrouwen) – WTA-seizoen 2025

Voormalige toernooien mannen
Voormalige toernooien vrouwen
Voormalige amateurtoernooien